# Дитя Інтернету: Історія Аарона Шварца
Дитя Інтернету: Історія Аарона Шварца (також Інтернет-хлопчик: Історія Аарона Шварца, англ. The Internet’s Own Boy: The Story of Aaron Swartz) — американський біографічний документальний фільм 2014 року про Аарона Шварца, написаний, зрежисований та продюсований Браяном Кнаппенберґером. Прем'єра стрічки відбулась 20 січня 2014 року, через рік після самогубства Шварца, на кінофестивалі «Санденс» у конкурсі документальних фільмів США.
Фільм випущено під вільною ліцензією Creative Commons (CC BY-NC-SA 4.0).

## Синопсис
У стрічці зображено життя американського програміста, письменника, політичного діяча та інтернет-активіста Аарона Шварца, який у віці 27 років наклав на себе руки через відкриту проти нього кримінальну справу за злам мережі Массачусетського технологічного університету, у якій йому загрожувало близько 30 років ув'язнення та штраф у кілька мільйонів доларів. Кадри зі ще малим Шварцом показано на початку та наприкінці фільму. Оповідачами у стрічці стали постаті з життя Шварца, серед яких його батьки, брати та подруги.

## Сприйняття
Стрічка отримала схвальні відгуки критиків. Агрегатор оглядів Rotten Tomatoes оцінив її рейтингом 93 % на основі оглядів 57 критиків, із середньою оцінкою 7,3/10.
Джефрі Беркшир у своєму огляді до тижневика Variety описав стрічку як «дивовижний портрет життя та політичних переконань інтернет-розумника, що перервались його самогубством на початку 2013 року». Джон ДеФор з журналу The Hollywood Reporter позитивно оцінив стрічку та зазначив, що це був «Зразковий випадок історії, зрозумілої новачкам, що сколихнула вебзнавців». Кетрін Кілкенні з Indiewire сказала, що «Інтернет-хлопчик надихає провокувати Конгрес, навчаючи глядачів ставити запитання. Запитання до тих шанованих лідерів Кремнієвої Долини — та до влади, яка застосувала законодавчі обмеження свободи щодо Інтернету «як кувалду замість скальпеля», про що влучно сказано в одному з джерел фільму». У своєму огляді для The Daily Telegraph, Ембер Вілкінсон оцінила стрічку на три з п'яти зірок та додала, що «Фільм Кнаппенберґера важко дивитись; щоб розказати історію про загрози громадянським свободам в США в ньому здебільшого використано оповіді людей та кадри зі Шварцом до його смерті».
У грудні 2014 року фільм було включено до попереднього (довгого) списку із 15 стрічок-кандидатів на «Оскар» за 2014 рік у категорії документальних фільмів, однак до короткого списку номінації він не потрапив.
Американська гільдія сценаристів визнала стрічку одним з чотирьох найкращих документальних фільмів 2014 року.